# Hans Ferdinand Robert Schulze
Hans Ferdinand Robert Schulze (* 22. Dezember 1792 in Glogau; † 19. Juni 1874 in Koblenz) war ein preußischer Generalmajor.

## Leben

### Militärkarriere
Sein Vater war Regierungs- und Baurat, er selber erhielt seine schulische Bildung in Breslau. Anschließend trat Schulze am 1. Juni 1810 als Kanonier in die Schlesische Artillerie-Brigade der Preußischen Armee ein und avancierte bis Mitte August 1813 zum Sekondeleutnant. Während der Befreiungskriege erwarb er sich bei der Belagerung von Glogau das Eiserne Kreuz II. Klasse.
Nach dem Krieg wurde Schulze am 25. April 1817 als Premierleutnant in die preußische Artillerie-Brigade versetzt und stieg Anfang April 1826 zum Kapitän auf. Ein Jahr später kam er in die 7. Artillerie-Brigade und wurde am 20. Dezember 1829 Artillerieoffizier vom Platz in Minden. Am 24. Oktober 1832 wurde er in die 4. Artillerie-Brigade versetzt, Mitte März 1842 zum Major befördert und am 4. Juli 1843 zum Kommandeur  der I. Abteilung ernannt. Daran schloss sich ab dem 7. Januar 1849 eine Verwendung als Brigadier der 8. Artillerie-Brigade in Koblenz an. In dieser Stellung avancierte Schulze bis September 1851 zum Oberst, bevor er am 5. Oktober 1852 unter Verleihung des Charakters als Generalmajor seinen Abschied mit Pension erhielt. Am 21. März 1858 wurde er mit Pension zur Disposition gestellt. Er starb am 19. Juni 1874 in Koblenz.
In seiner Beurteilung aus dem Jahr 1847 hieß es: „Von untadelhaftem moralischen Wandel. Mit guten Kenntnissen verbindet er stets regen Diensteifer, Entschlossenheit und reife Umsicht in allen Verhältnissen des ausübenden Dienstes. Er eignet sich zur Beförderung in seiner Tour. Für eine höhere Stellung wird es ihm jedoch zum Vorteil gereichen, wenn er eine gewisse Neigung zu ungebundenem Humor vollends überwindet.“

### Familie
Er war mit Anna Aschoff verheiratet. Aus der Ehe ging die Tochter Olga (1839–1908) hervor, die 1866 Otto von Dewall (1835–1908), Oberstleutnant z.D. ehelichte.